# بلطي (مغني)
محمد صالح  طحان بلطي مغني راب تونسي، ولد في 10 أبريل 1980 بالقصبة بتونس. كان عضوا في الفرقة الموسيقية "أولاد بلاد"، ثم أصدر أول ألبوم له عام 2002. أدى بعض أغاني شارات الأفلام التونسية، منها شارة فيلم الأمير للمخرج التونسي محمد الزرن (2004). غنى العديد من أغاني الراب الناجحة وأبرزها أغنية ''يا ليلي" مع الطفل حمودة التي تجاوزت 750 مليون مشاهدة على قناته الرسمية في اليوتيوب.

## الحياة الشخصية
تزوج بلطي في 20 سبتمبر 2012 

## أعماله
- يا ليلي ويا ليلة
- تونسنا وتونسهم
- يما ديو مع حليوة
- الأيام
- يتيم
- علامات الساعة
- ca Fait Mal
- انا شكون
- My Definition
- passe partout
- كي كونا صغار
- Veni vedi Veci
- زوالي ونحب نعيش
- جاي من الريف للعاصمة
- ياليلي ياليلي
- أنا قبيح
- تونسي أنا كهو
- stop violence
- خويا سوداني
- سكران
- حكايات
- مظلوم[1]
- شافوني زوالي
- أغلى إنسان
- قالولي ما تجي
- علامات الساعة
- حومة تحب التوب
- سكرتي روحي
- حالا مالا
- prison break
- regragi style
- خليها على ربي
- زعمة نحرق
- Mama
- بنت حومتي
- صغري انا
- أختي
- سيناريو مع أيمن السرحاني وديدجي حميدة
- خليني نروڨ

## روابط خارجية
- بلطي على موقع ميوزك برينز (الإنجليزية)
- بلطي على موقع أول ميوزيك (الإنجليزية)
- بلطي على موقع ديسكوغز (الإنجليزية)